# Леповщина
Леповщина (біл. вёска Лепаўшчіна) — село в складі Вілейського району Мінської області, Білорусь. Село підпорядковане Іллінській сільській раді, розташоване в північній частині області.

## Історія
У 1921–1945 роках село і фільварок знаходилось у Польщі, у Вільнюськім воєводстві, Вілейського повіту, у гміні Ілля.

## Населення
- 1866 рік — 42 людини, 4 будинків[1]
- 1921 рік — 62 людини, 11 будинків[2].
- 1931 рік — 62 людини, 13 будинків[3].